# Pathankot (Distrikt)
Der Distrikt Pathankot (Panjabi ਪਠਾਨਕੋਟ ਜ਼ਿਲ੍ਹਾ) ist ein Verwaltungsdistrikt im indischen Bundesstaat Punjab. Er trägt seinen Namen nach der gleichnamigen Distrikthauptstadt.

## Geographie und Klima

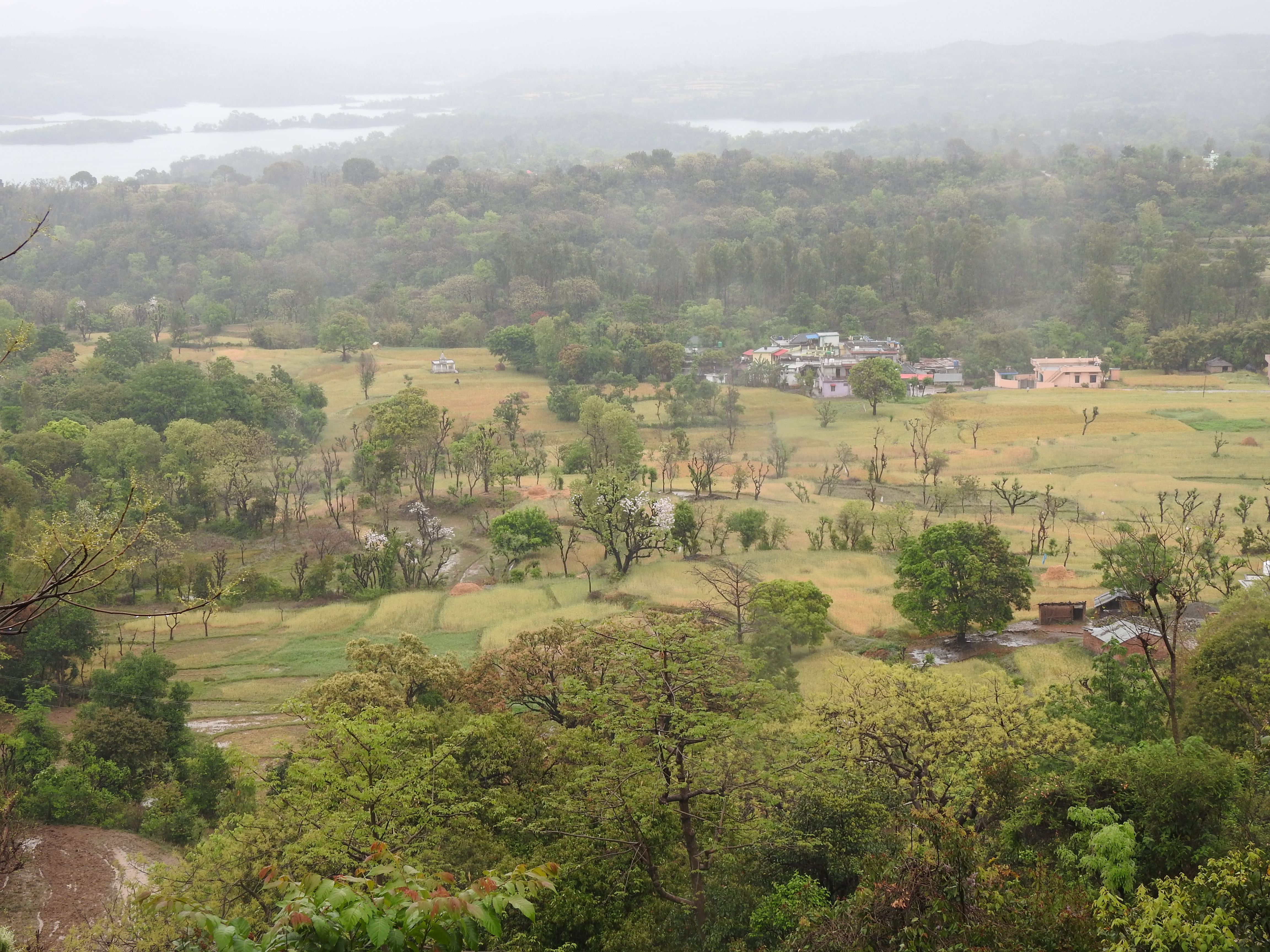
Landschaft nahe Dunera im nördlichen Abschnitt; im Hintergrund Ausläufer des Ranjit-Sagar-Stausees

Der Distrikt liegt im äußersten Norden des Bundesstaats und bildet einen zipfelartigen, etwa 25 bis 30 Kilometer langen Ausläufer Richtung Nordosten. Im Westen grenzt der Distrikt an Pakistan (Provinz Punjab, Distrikt Narowal), im Süden an den Distrikt Gurdaspur, im Norden an den Distrikt Kathua von Jammu und Kashmir und im Nordosten und Osten an die Distrikte Chamba und Kangra von Himachal Pradesh.
Physiogeographisch besteht der Distrikt aus unterschiedlichen Anteilen. Es gibt einen bergigen Abschnitt im Nordosten, in dem die Höhe über dem Meeresspiegel zwischen 381 und 930 Metern liegt. Hier verlaufen drei Bergketten parallel zueinander in nordwestlich-südöstlicher Richtung (von Norden nach Süden): die Siali Dhar-Dangahri Dhar-Berge, die Dhaula Dhar-Nag Dhar-Berge und die Rata Dhar-Berge. Die am nördlichsten gelegenen Siali Dhar-Dangahri Dhar-Berge erreichen im westlichen Abschnitt 931 m und im östlichen Abschnitt 959 m Höhe und sind durch zahlreiche kleinere Fließgewässer untergliedert. Die bis zu 2,5 km breite und etwa 13 km lange Dhaula Dhar-Nag Dhar-Bergkette variiert zwischen 610 und 844 Metern Höhe. Die Rata Dhar-Bergkette erreicht eine Höhe von etwa 665 Metern. Südlich der drei Bergketten schließt sich eine hügelige Ebene an, deren Höhe zwischen 305 und 381 Metern variiert. Darauf folgen die Flussebenen der beiden großen Flüsse Ravi und Beas. Die Flussläufe des Beas und des Ravi markieren grob weite Teile der westlichen bzw. nordöstlichen Distriktgrenze. Der Ravi wird durch die 2001 in Betrieb gegangene Ranjit-Sagar-Talsperre aufgestaut.
Die Jahresmitteltemperatur liegt bei 21,4 °C und der Jahresniederschlag bei durchschnittlich 1163 mm. Es können fünf verschiedene Jahreszeiten unterschieden werden: Frühling, Sommer, Monsunzeit, Herbst und Winter. Der Frühling (von Mitte Februar bis Mitte April) gilt als die klimatisch angenehmste Zeit des Jahres mit Temperaturen von minimal 9 °C bis 18 °C und maximal 16 °C bis 25 °C. In den Sommermonaten (Mitte Mai bis Mitte Juni) liegt die Maximaltemperatur zwischen 35 °C und 45 °C, kann aber bis auf 48 °C ansteigen. Während der Monsunzeit von Mitte Juni bis Mitte September ereignen sich etwa 70 % des Jahresniederschlags und es kommt zu mäßigen bis starken Regenfällen. Im Herbst (von Mitte September bis Mitte November) liegen die Temperaturen zwischen 16 °C bis 27 °C, können aber vereinzelt wieder bis zu 30 °C erreichen.

## Geschichte
Der Distrikt wurde am 27. Juli 2011 aus Teilen des Distrikts Gurdaspur neu gebildet.

## Bevölkerung
Da der Distrikt zum Zeitpunkt der letzten Volkszählung 2011 noch nicht existierte sind keine Zensusdaten auf Distriktebene verfügbar, sondern diese müssen berechnet werden. Im Jahr 2011 hatte der spätere Distrikt 676.598 Einwohner und eine Fläche von 929 km². 298.166 lebten in städtischen und 378.432 in ländlichen Siedlungen. Das Geschlechterverhältnis war sehr unausgewogen (860 Frauen auf 1000 Männer). 207.032 Personen (30,60 %) gehörten zu den registrierten unterprivilegierten Kasten (scheduled castes). Die Alphabetisierungsrate betrug 79,8 % (Männer 84,9 %, Frauen 71,5 %). 89,86 % sprachen Panjabi als erste Sprache, 5,30 % Hindi und 1,20 % Dogri.

## Verwaltung
Im Jahr 2023 war der Distrikt in die beiden Tehsils Pathankot und Dhar Kalan unterteilt.

## Wirtschaft
Die Landwirtschaft ist der dominierende Wirtschaftszweig. Hauptanbauprodukt ist Reis.